# Літній привид
«Літній привид» (яп. サマーゴースト, Samā Gōsuto) — короткометражний японський анімаційний фільм, вироблений Flat Studio й зрежесований Loundraw. Прем'єра в японських кінотеатрах відбулась 12 листопада 2021 року.

## Озвучення
| Персонаж                       | Японська           | Англійська        |
| ------------------------------ | ------------------ | ----------------- |
| Томоя Суґісакі (яп. 杉崎 友也) | Чіакі Кобаяші      | Девід Ерріґо мол. |
| Аой Харукава (яп. 春川 あおい) | Міюрі Шімабукуро   | Кайла Картер      |
| Рьо Кобаяші (яп. 小林 涼)      | Нобунаґа Шімадзакі | Кліффорд Чепін    |
| Аяне Сато (яп.佐藤 絢音)       | Ріна Каваеї        | Меган Харві       |

## Виробництво
У червні 2020 року аніматор та ілюстратор Loundraw розповів, що він створює короткометражний аніме-фільм у рамках мультимедійного проекту Project Common. Фільм було представлено у лютому 2021 року, а проект став режисерським дебютом Loundraw. Він створений його компанією Flat Studio, сценарій написав Хіротака Адачі, а музику написали Акіра Косемура, Ітоко Тома, Guiano і Хідея Коджіма.

## Випуск

### Театральний
«Літній привид» вийшов на екрани японських кінотеатрів 12 листопада 2021 року, дистриб'ютором виступила Avex Pictures. Міжнародна прем'єра відбулася того ж дня на міжнародному кінофестивалі в Лідсі в Англії.
У Північній Америці компанія GKIDS показувала фільм у японському та англійському дубляжі у 2022 році. Прем'єра фільму відбулася на Anime Expo 3 липня 2022 року.

### Домашні медіа
Фільм вийшов на Blu-ray в Японії 25 березня 2022 року. Лімітоване видання включає оригінальний саундтрек, 80-хвилинний документальний фільм про створення аніме, розкадрування та спеціальний буклет. 1 листопада 2022 року GKIDS і Shout! Factory випустили фільм у Північній Америці на Blu-ray і цифрових платформах.

## Пов'язані медіа
Адаптація у форматі манґи від Йоші Іномі серіалізувлась на сайті Tonari no Young Jump від Shueisha з 8 жовтня 2021 року по 3 червня 2022 року. Розділи були зібрані в два томи танкобон, що вийшли 19 листопада 2021 року та 17 червня 2022 року.
Сценарист фільму Хіротака Адачі написав два романи. Перший — це новела, яка розширює історію фільму, що вийшла 29 жовтня 2021 року. Другий — оригінальний роман спіноф під назвою Ichinose Yūna ga Uiteiru, який вийшов 26 листопада того ж року.
У лютому 2023 року Seven Seas Entertainment оголосили, що вони ліцензували роман та манґа-адаптацію. Роман і манґа вийшли в цифровому та друкованому форматах 8 серпня того ж року.